# María Pilar León Cebrián
María Pilar León Cebrián (Saragossa, 13 de juny del 1995), més coneguda com a Mapi León, és una jugadora de futbol espanyola. Juga com a defensa i el seu equip actual és el FC Barcelona de la Primera Divisió femenina de futbol d'Espanya.
Va debutar a la principal divisió de l'estat espanyol el 2011 amb el Prainsa Zaragoza amb el qual va aconseguir el subcampionat de la Copa de la Reina. Aquell estiu va fitxar pel RCD Espanyol on només va estar una temporada.
Després de deixar l'equip barceloní va fitxar per l'Atlético de Madrid on hi va estar tres anys; durant la seva estada a Madrid va aconseguir un títol de Copa de la Reina (2016) i també un campionat estatal (2016-2017).
La primera internacionalitat amb la selecció espanyola li arribar un 15 de setembre del 2016 contra la selecció de Montenegro, obtenint una victòria per 13-0.
L'estiu del 2017 canvia una altra vegada d'aires i torna a Barcelona per a jugar a les files del FC Barcelona on milita actualment.
El 6 de desembre l'IFFHS va fer públic l'equip ideal de l'any 2021 que la incloïa.

## Primers anys
María Pilar León Cebrián va néixer el 13 de juny de 1995, de pares Javier i Pilar. León es va criar amb un germà gran i una germana menor al barri saragossà de l'Almozara.
León va començar a jugar al voleibol als set anys, i de nena va practicar molts altres esports, com el beisbol. Més tard va començar a jugar a futbol sala a l'equip local Gran Via, on jugava com a extrem. A aquesta edat, li van concedir una beca per anar a una escola d'art, però va rebutjar el premi per centrar-se en el futbol.
León va ser descoberta per David Magaña, antic director esportiu del Saragossa CFF, que es va fixar en ella i en el seu germà Javi jugant a futbol mentre compraven en un supermercat Carrefour.

## Carrera de club

### Prainsa Saragossa (2011-2013)
Després d'evolucionar amb el seu equip B durant dos anys, León va debutar a Primera Divisió amb el Prainsa Saragossa quan tenia 16 anys. El seu debut en partit amb el Saragossa va ser contra el Barcelona.
El 2013, el Saragossa va arribar a la final de la Copa de la Reina, on es va enfrontar al seu futur club, el FC Barcelona. En el seu últim partit amb el club, León va ser titular a la final, ja que el Saragossa va perdre per 4-0 davant el Barcelona, que va completar el seu primer doblet nacional.

### RCD Espanyol (2013–2014)
Als 18 anys, León va fitxar pel RCD Espanyol el 2013, on només va romandre una temporada. En aquell moment, va començar a rebre convocatòries amb la selecció absoluta. A més, va cridar l'atenció de l'Atlètic de Madrid, que va quedar tercer a la lliga la temporada 2012-13.

### Atlètic de Madrid (2014-2017)
El 2014, León va fitxar per l'Atlètic de Madrid. En la seva primera temporada al club, l'Atlètic va acabar en segon lloc a la lliga per darrere del Barcelona, cosa que va provocar el debut de l'Atlètic i de León a la UEFA Women's Champions League. El 2015, León va debutar a la UWCL davant el Zorky Krasnogorsk rus, on va caure derrotat per 2-0 en el partit d'anada. Posteriorment, l'Atlètic va remuntar un 3-0 per guanyar l'eliminatòria, però va ser derrotat a vuitens de final pel Lió amb un marcador global de 9-1.
En la seva etapa a l'Atlètic, León va passar de jugar com a lateral esquerre a jugar com a central per influència de l'exlateral esquerre i entrenador de l'Atlètic, Ángel Villacampa. León va aconseguir el primer títol de lliga de la seva carrera en la temporada 2016-17, quan l'Atlètic va derrotar a la Reial Societat en l'última jornada de la temporada. Les seves actuacions al llarg de la temporada li van valer per ser inclosa en el millor onze de la temporada de la lliga, a més de posar-la al punt de mira del FC Barcelona.
Durant la finestra de transferència d'estiu del 2017, el Barcelona i l'Atlètic Madrid es van sotmetre a una saga de transferència de dos mesos a les negociacions per a León. Abans del seu fitxatge pel Barcelona, es va entrenar al marge del grup i, posteriorment, va emmalaltir durant les negociacions del contracte. En el seu episodi de la sèrie documental del Barcelona Dare to Play, León explica que l'Atlètic va interpretar que va fingir una malaltia per intentar forçar el seu fitxatge pel Barcelona.

### FC Barcelona (2017 - present )
El juliol del 2017 es va anunciar el fitxatge pel FC Barcelona, operació per la qual el club català va pagar 50.000 euros a l'Atlètic de Madrid. León es va convertir així en la primera espanyola per la qual es pagava un traspàs econòmic. En la seva primera temporada com a blaugrana es va proclamar campiona de la Copa de la Reina després de superar a la final l'Atlètic de Madrid. León va ser una peça clau per als esquemes de Fran Sánchez, participant en 29 partits de lliga i marcant dos gols.

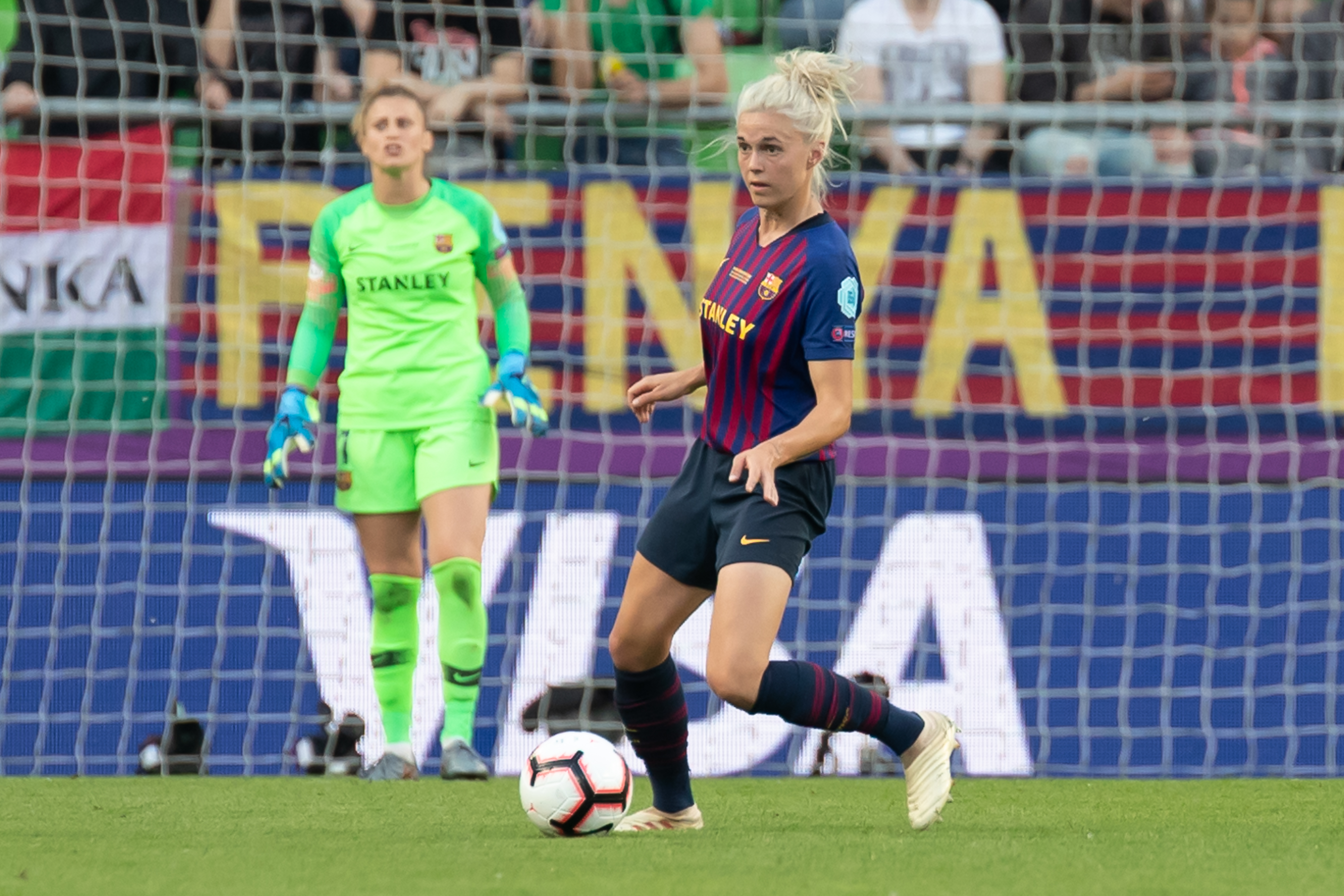
Mapi a la final de la Lliga de Campions 2018-19.

En la seva segona temporada, aquesta vegada amb Lluís Cortés a la banqueta, León va tornar a ser indiscutible al centre de la defensa blaugrana. Va participar en 30 partits de la lliga domèstica i en 9 de la lliga de campions. L'octubre de 2018, León va marcar el seu primer gol en aquesta competició als vuitens de final contra el Glasgow City. Va acabar la temporada sent semifinalista de la Copa de la Reina i en segona posició a la Primera Iberdrola després de l'Atlètic de Madrid. A l'abril el club va anunciar la renovació del seu contracte fins al 2022.
El Barça es va classificar per disputar la primera final de la història de la secció femenina de futbol del club i de qualsevol equip de la lliga. Mapi va formar part de l'onze inicial per jugar la final, que el Barcelona va perdre 4-1 davant l'Olympique de Lyon. Jugadores i staff tècnic han considerat sovint la final perduda a Budapest un punt d'inflexió pels èxits posteriors.
El 2019 León va ser inclosa a la llista de The Guardian de les 100 millors futbolistes del món a la posició 74. El febrer es va disputar la primera Supercopa d'Espanya de la història. A la final les blaugrana van jugar davant de la Reial Societat i van guanyar amb un contundent 1-10, jugant tot el partit. El maig, l'equip de Lluís Cortés es va proclamar campió de la Lliga Iberdrola quan faltaven vuit jornades per disputar a causa a la suspensió de la competició domèstica a causa de la pandèmia de COVID-19. Amb vint-i-nou partits disputats sumava dinou victòries i dos empats, amb nou punts més que el segon, l'Atlético de Madrid.
El 2020, León va ser nomenada candidata a l'Equip Femení de l'Any de la UEFA per primera vegada en la seva carrera. També va ser inclosa novament entre les 100 de les millors jugadores del món pel diari The Guardian, aquesta vegada en la posició 37.
El 6 de gener de 2021, León va jugar d'inici el primer partit competitiu al Camp Nou jugat per equips femenins. Va assistir al cinquè i últim gol del Barcelona, quan un dels seus xuts va ser desviat d'Ana-Maria Crnogorčević i a porteria. Crnogorčević va acreditar personalment el gol a León. Més tard aquell mes va competir a la Supercopa, on el Barcelona va perdre als penals contra el seu rival a semifinals, l'Atlètic de Madrid. León va criticar a la Federació Espanyola per no implementar l'Àrbitre assistent de vídeo (VAR) a la competició, que ja s'utilitzava a la versió masculina de la competició.
El març de 2021, la RFEF la va suspendre per quatre partits i la va multar amb 601 euros per criticar la qualitat de l'arbitratge a la Primera Iberdrola després de rebre una polèmica targeta vermella contra el Reial Madrid.
El Barcelona va recórrer la decisió davant el Tribunal Administrativo del Deporte (TAD), i León va poder jugar contra el seu següent rival a la lliga, el segon classificat, el Llevant. El sindicat futbolístic espanyol, l'Associació de Futbolistes Espanyols (AFE), va emetre una declaració de suport a León, qualificant la suspensió d'un intent de restringir la seva llibertat d'expressió. El mes següent, va jugar el seu partit número 100 de Lliga amb el Barcelona contra el Granadilla. León es va convertir en campiona de la Lliga 2020-21 amb el Barcelona per segona vegada el 9 de maig de 2021.
El Barcelona va arribar a la final de la Lliga de Campions de 2021 després de derrotar el Paris Saint-Germain amb un marcador global de 2–1. En el partit de tornada de la semifinal, la companya al centre de la defensa de León, Andrea Pereira, va rebre una targeta groga i es va perdre la final per sanció. Com era d'esperar, León va jugar la final formant parella de centrals al costat de la migcampista defensiva Patri Guijarro, que va estudiar el joc del León per preparar-se pel partit. La defensa del Barcelona va deixar la porteria a cero i l'equip va guanyar 4-0 el primer títol de la Lliga de Campions femenina en la història del club. León va ser nomenada a l'Equip de la temporada de la Lliga de Campions 2020-21, i més tard va ser nominada a Defensora de la temporada la Lliga de Campions 2020–21. Després de la finalització de la Lliga de Campions, León va jugar cada minut de la semifinal i la final de la Copa de la Reina 2021. El Barcelona va guanyar la final per 4–2, aconseguint el triplet continental per primera vegada en la història de la secció.
León va guanyar el títol de lliga amb el Barcelona per tercera temporada consecutiva guanyant tots els partits en el procés. També va guanyar la Copa de la Reina i la Supercopa d'Espanya. Va ser titular en la derrota del seu equip per 1–3 contra el Lió a la final de la Lliga de Campions. Tot i la derrota va ser escollida novament per l'Equip de la temporada de la Lliga de Campions.
El 20 de novembre de 2022, va marcar en el seu partit núm.200 amb el Barcelona en la golejada per 8-0 del seu equip a l'Alavés en partit de lliga.
El 3 de juny de 2023, Mapi va jugar tot el partit quan el Barcelona va guanyar 3–2 contra el VfL Wolfsburg a la final per guanyar el seu segon títol de Lliga de Campions. Per tercer any consecutiu va ser escollida per l'Equip de la temporada de la Lliga de Campions.

## Carrera en la selecció espanyola
Va debutar a la selecció espanyola el 15 de setembre del 2016 en un partit contra la selecció de Montenegro amb una victòria per 13-0. El febrer de 2017 va formar part de la selecció que va guanyar la Copa d'Algarve, torneig de preparació per a l'Eurocopa disputada aquell mateix any. Durant el torneig, León va ser triada com a tercera capitana de l'equip. El 2017 va ser una de les convocades per disputar el Europeu de 2017 celebrat als Països Baixos. La selecció va quedar eliminada a quarts de final davant la selecció d'Àustria després de caure a la tanda de penals.
El juliol de 2019 es va anunciar que era una de les seleccionades per formar part de l'equip espanyol que disputaria la Copa Mundial Femenina de Futbol de França. La selecció va passar per primera vegada la fase de classificació, però va ser eliminada a vuitens de final per la selecció dels Estats Units. León va ser una fixa a l'onze de Vilda fent parella de centrals al costat d'Irene Paredes.
Al gener de 2020 va viatjar amb la selecció als Estats Units per participar per primera vegada a la She Believes Cup. L'equip de Vilda va concloure el campionat amb una victòria per 3-1 davant el Japó, una derrota per la mínima (1-0) davant les vigents campiones del Món, Estats Units; i una victòria, també per la mínima davant d'Anglaterra (1-0). La roja va acabar la seva participació en el torneig en segona posició per darrere de les estatunidenques.
El 2022 va ser escollida per la selecció que va disputar l'Eurocopa de 2022 on Espanya va ser eliminada als quarts de final per les futures campiones, la Anglaterra. El setembre d'aquell any, juntament amb altres 14 jugadores, va renunciar a la selecció mentre no es revertissin certs aspectes interns amb el seleccionador, Jorge Vilda. El grup, posteriorment batejat Las 15 per mitjans espanyols, posteriorment va publicar un comunicat conjunt en què explicava la seva decisió de marxar, invocant dificultats amb la seva salut física i mental, i criticava la federació espanyola per la seva resposta a la situació. León va continuar rebutjant convocatòries a la selecció nacional fins al 2023 i fins i tot es va negar a posar-se disponible per a la selecció per a la Copa del Món Femenina de Futbol de 2023 que la selecció acabaria guanyant. Sobre la situació, va dir en una entrevista "Mapi León té un estil de vida i uns valors. No puc tornar enrere si la situació no ha canviat. Hi ha d'haver canvis. No dic que no s'hagi produït cap canvi, però no els veig".
El 18 de setembre de 2023 va tornar a ser convocada per la nova seleccionadora, Montse Tomé, sota amenaça de sanció si no hi acudia. Amb la mediació del CSD finalment va poder abandonar la concentració el 20 de setembre, juntament amb la seva companya Patri Guijarro, en idèntica situació, amb el compromís que no serien sancionades. Tomé havia convocat igualment a divuit jugadores més que havien renunciat a la selecció en un comunicat el 15 de setembre.

## Estil de joc
León és un defensa esquerrana versàtil, que té la capacitat de jugar tant com a lateral esquerra com a defensa central. S'utilitza principalment com a defensa central, i les seves característiques principals com a jugadora són la seva qualitat tècnica i la seva passada. La FIFA la perfila com una jugadora agressiva amb bones reaccions i lectura del joc. L'exentrenador de l'Atlètic de Madrid Ángel Ángel Villacampa, que va ajudar a la seva transició de lateral esquerra a central, ha descrit León com una connexió perfecta amb l'estil del Barcelona, amb la seva capacitat per distribuir la pilota al terreny de joc i la seva preferència per jugar en un bloc alt.

## Vida personal
L'any 2018, León va fer pública la seva homosexualitat en una entrevista al diari espanyol El Mundo. En la mateixa entrevista, va criticar que la Copa del Món de Futbol de 2018 es celebrés a Rússia a causa de la persecució d'homosexuals a Txetxènia. El 2019, León va ser una ponent principal per a l'inici de l'Orgull de Madrid. El Mundo la va qualificar com una de les 50 persones LGBT més influents d'Espanya el 2018 i el 2019. El 2021, va formar part de la campanya Beauty of Becoming de Levi per al mes de l'orgull LGBT. Des de 2021, és en una relació amb la seva companya d'equip del Barça i internacional noruega Ingrid Engen.
León té una passió per les motos, que va ser influenciada pel seu pare, que és mecànic. També té interès pel dibuix i la pintura, i té múltiples tatuatges. El seu primer tatuatge va ser un de petit al peu, que es va fer intencionadament en una zona discreta per amagar-lo dels seus pares. Un dels seus tatuatges més destacats és el del coll, que diu «Looks can be deceiving» (Les aparences poden enganyar). Practica tatuant-se les seves pròpies mans i peus, i el 2021 estava fent pràctiques en una botiga de tatuatges. Ha afirmat que li agradaria centrar-se en els tatuatges i el seu disseny després de retirar-se del futbol.

## Estadístiques

### Clubs
Actualitzat a l'últim partit disputat el '3 de juny de 2023.
| Club                       | Div.          | Temporada     | Lliga | Lliga | Copa  | Copa | Supercopa | Supercopa | Continental | Continental | Total | Total |
| Club                       | Div.          | Temporada     | Part. | Gols  | Part. | Gols | Part.     | Gols      | Part.       | Gols        | Part. | Gols  |
| -------------------------- | ------------- | ------------- | ----- | ----- | ----- | ---- | --------- | --------- | ----------- | ----------- | ----- | ----- |
| Transp. Alcaine · Aragó    | 1a            | 2010-11       | 4     | 0     | 2     | 0    | -         | -         | -           | -           | 6     | 0     |
| Transp. Alcaine · Aragó    | 1a            | 2011-12       | 32    | 4     | -     | -    | -         | -         | -           | -           | 32    | 4     |
| Transp. Alcaine · Aragó    | 1a            | 2012-13       | 28    | 2     | 5     | 1    | -         | -         | -           | -           | 33    | 3     |
| Transp. Alcaine · Aragó    | Total         | Total         | 64    | 6     | 7     | 0    | -         | -         | -           | -           | 71    | 7     |
| RCD Espanyol · Catalunya   | 1a            | 2013-14       | 30    | 4     | -     | -    | -         | -         | -           | -           | 30    | 4     |
| RCD Espanyol · Catalunya   | Total         | Total         | 30    | 4     | -     | -    | -         | -         | -           | -           | 30    | 4     |
| Atlètic de Madrid · Madrid | 1a            | 2014-15       | 29    | 0     | 2     | 0    | -         | -         | -           | -           | 31    | 0     |
| Atlètic de Madrid · Madrid | 1a            | 2015-16       | 28    | 1     | 3     | 0    | -         | -         | 4           | 0           | 35    | 1     |
| Atlètic de Madrid · Madrid | 1a            | 2016-17       | 27    | 3     | 3     | 0    | -         | -         | -           | -           | 30    | 3     |
| Atlètic de Madrid · Madrid | Total         | Total         | 84    | 4     | 8     | 0    | -         | -         | 4           | 0           | 96    | 4     |
| FC Barcelona · Catalunya   | 1a            | 2017-18       | 29    | 2     | 3     | 0    | -         | -         | 5           | 0           | 37    | 2     |
| FC Barcelona · Catalunya   | 1a            | 2018-19       | 30    | 1     | 3     | 0    | -         | -         | 9           | 1           | 42    | 2     |
| FC Barcelona · Catalunya   | 1a            | 2019-20       | 19    | 0     | 6     | 0    | 2         | 0         | 5           | 0           | 32    | 0     |
| FC Barcelona · Catalunya   | 1a            | 2020-21       | 27    | 3     | 4     | 0    | 1         | 0         | 9           | 0           | 41    | 3     |
| FC Barcelona · Catalunya   | 1a            | 2021-22       | 23    | 2     | 5     | 1    | 1         | 0         | 9           | 1           | 38    | 4     |
| FC Barcelona · Catalunya   | 1a            | 2022-23       | 27    | 3     | 0     | 0    | 2         | 0         | 11          | 2           | 40    | 5     |
| FC Barcelona · Catalunya   | Total         | Total         | 155   | 11    | 21    | 1    | 6         | 0         | 48          | 4           | 230   | 16    |
| Total carrera              | Total carrera | Total carrera | 330   | 25    | 32    | 2    | 6         | 0         | 52          | 4           | 414   | 31    |

## Palmarès

### Campionats estatals
| Títol            | Any  | País      | Club              |
| ---------------- | ---- | --------- | ----------------- |
| Lliga Espanyola  | 2017 | Espanya   | Atlètic de Madrid |
| Lliga Espanyola  | 2020 | Espanya   | FC Barcelona      |
| Lliga Espanyola  | 2021 | Espanya   | FC Barcelona      |
| Lliga Espanyola  | 2022 | Espanya   | FC Barcelona      |
| Lliga Espanyola  | 2023 | Espanya   | FC Barcelona      |
| Lliga Espanyola  | 2024 | Espanya   | FC Barcelona      |
| Copa de la Reina | 2016 | Espanya   | Atlètic de Madrid |
| Copa de la Reina | 2018 | Espanya   | FC Barcelona      |
| Copa de la Reina | 2020 | Espanya   | FC Barcelona      |
| Copa de la Reina | 2021 | Espanya   | FC Barcelona      |
| Copa de la Reina | 2022 | Espanya   | FC Barcelona      |
| Copa de la Reina | 2024 | Espanya   | FC Barcelona      |
| Supercopa        | 2020 | Espanya   | FC Barcelona      |
| Supercopa        | 2022 | Espanya   | FC Barcelona      |
| Supercopa        | 2023 | Espanya   | FC Barcelona      |
| Supercopa        | 2024 | Espanya   | FC Barcelona      |
| Copa Catalunya   | 2018 | Catalunya | FC Barcelona      |
| Copa Catalunya   | 2019 | Catalunya | FC Barcelona      |
| Copa Catalunya   | 2020 | Catalunya | FC Barcelona      |

### Campionats internacionals
| Títol              | Equip              | Seu       | Any  |
| ------------------ | ------------------ | --------- | ---- |
| Copa Algarve       | Selecció espanyola | Portugal  | 2017 |
| Lliga de Campiones | FC Barcelona       | Göteborg  | 2021 |
| Lliga de Campiones | FC Barcelona       | Eindhoven | 2023 |
| Lliga de Campiones | FC Barcelona       | Bilbao    | 2024 |

### Distincions individuals
| Distinció                                   | Any             |
| ------------------------------------------- | --------------- |
| Equip de la Lliga de Campions               | 2021, 2022 2023 |
| Inclosa a l'equip ideal de l'any de l'IFFHS | 2021            |
| Inclosa a l'11 ideal FIFA fifpro            | 2022            |